# Collège royal et militaire de Thiron-Gardais
Le collège royal et militaire de Thiron-Gardais est fondé en 1630 à Thiron-Gardais, dans l'actuel département français d'Eure-et-Loir, par l'abbé de la Sainte-Trinité de Tiron, Henri de Bourbon-Verneuil, fils naturel d'Henri IV et de sa favorite Henriette d’Entragues. Il est nommé abbé commendataire de Tiron en 1606, à l’âge de 5 ans.
D'abord collège royal, l'établissement devient en 1776 l'une des douze écoles royales militaires en remplacement de celle de Paris. Ces créations font partie de celles voulues par Claude-Louis-Robert, comte de Saint-Germain, secrétaire d'État à la Guerre sous Louis XVI.

## Historique

### Fondation et abbés de Tiron

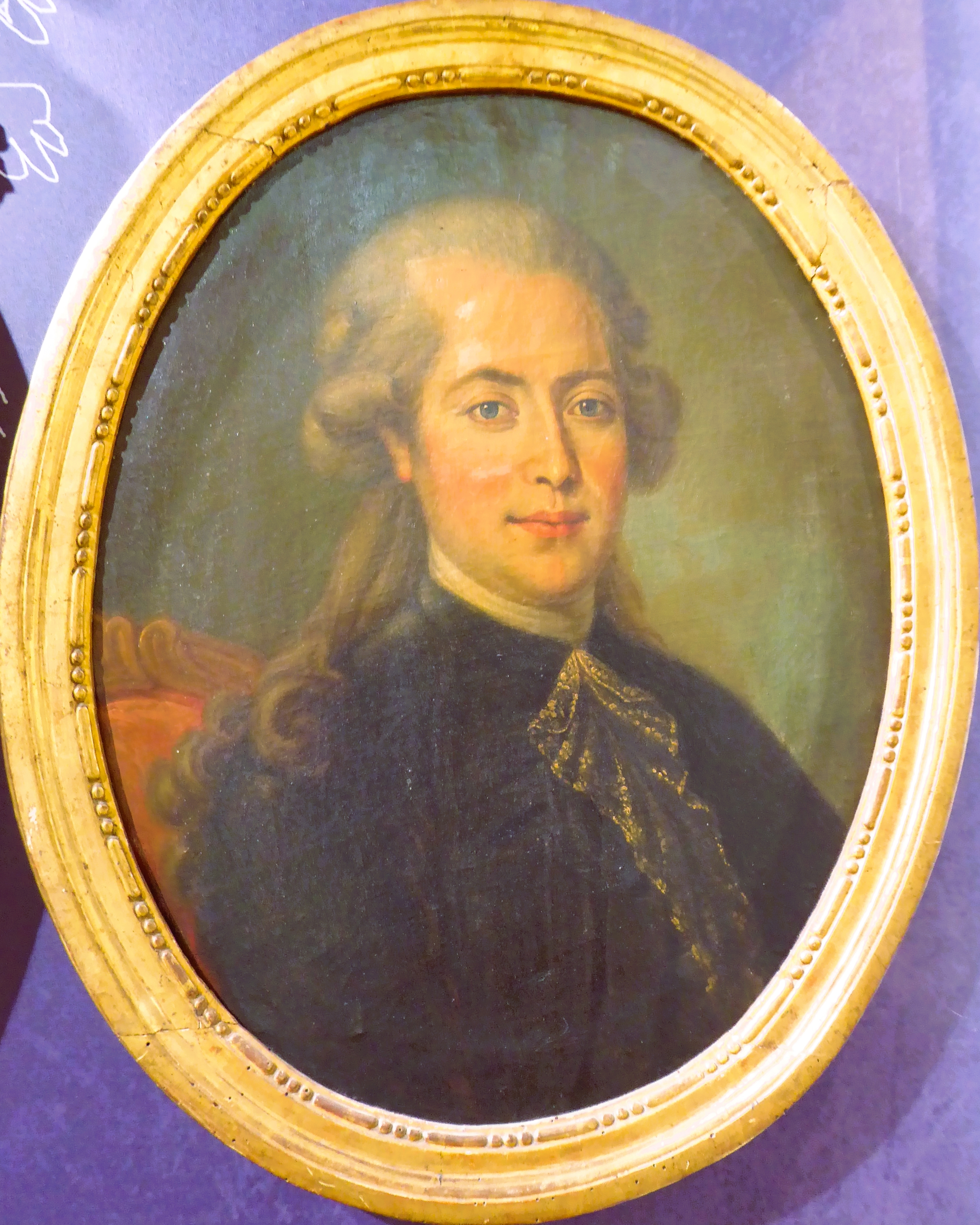
Claude-Louis de Saint-Germain, secrétaire d’État à la guerre de Louis XVI.

En dépit de la réforme de la congrégation de Saint-Maur en 1618, l'abbaye de Tiron périclite. Les fidèles bien moins généreux que jadis, les libéralités des princes moins évidentes, amènent Henri de Bourbon-Verneuil à fonder en 1630, dans cette immense abbaye, un collège. Pour ce faire, il fait appel aux bénédictins Mauristes, qui viennent s’installer à Tiron en 1629 et y installent leur premier collège, probablement en 1630. Les bâtiments sont d'abord très modestes et un projet grandiose, établi par Dom Pinet en 1651, n'aboutit pas.
Après la retraite du duc de Bourbon, qui démissionna à 69 ans pour se marier, Jean II Casimir Vasa, roi de Pologne (1670-1672), et Philippe de Lorraine d’Harcourt (1672-1702) ne s’occupèrent guère de l’abbaye ni du collège :
- Jean II Casimir Vasa, aristocrate suédo-polonais, roi de Pologne et grand-duc de Lituanie de 1648 à 1668 s'est exilé en France en 1670 après son abdication ;
- Philippe de Lorraine, dit le « chevalier de Lorraine », est le gentilhomme favori et mignon de Philippe d'Orléans, Monsieur, frère du roi Louis XIV ;

L’abbé Charles-Irénée Castel de Saint-Pierre (1703-1743) fit installer des boiseries et des stalles pour l’avant-chœur où se tenaient les élèves (chœur actuel), grâce à un don d'Élisabeth-Charlotte de Bavière, duchesse d’Orléans née princesse Palatine, dont il était l’aumônier. Elles furent sculptées par Baptiste Mauté, menuisier des bâtiments du Roi, et posées en 1740 par Damour et Pradnel, de Paris, et Dufresne, d’Argentan,. Baptiste Mauté réalisa également à cette date la chaire à prêcher, ainsi que le banc d’œuvre.
Se succèdent ensuite :
- Jean-Baptiste-Antoine de Malherbe de Juvigny (1743-1771), précédemment abbé de Grestain dans le diocèse de Lisieux ;
- Mathieu-Jacques de Vermond (1771-1782), précepteur à Vienne (Autriche) puis lecteur de la reine Marie-Antoinette au château de Versailles de 1770 à 1789, ainsi que secrétaire de son cabinet.

Probablement lors de la transformation du collège en école royale militaire en 1776, les transepts sont murés et affectés au chapitre (transept nord) et transformés en cuisine, réfectoire et logements pour les élèves (transept sud).
Le Père Prieur, qui est en même temps directeur de l’école, s’installe dans les bureaux de l’officialité, devenu par la suite le presbytère, à l'entrée de l’église.
En 1782, le titre d'abbé est supprimé et la mense abbatiale annuelle est rattachée à la cure de Saint-Louis de Versailles.

Abbés de Tiron de 1670 à 1743
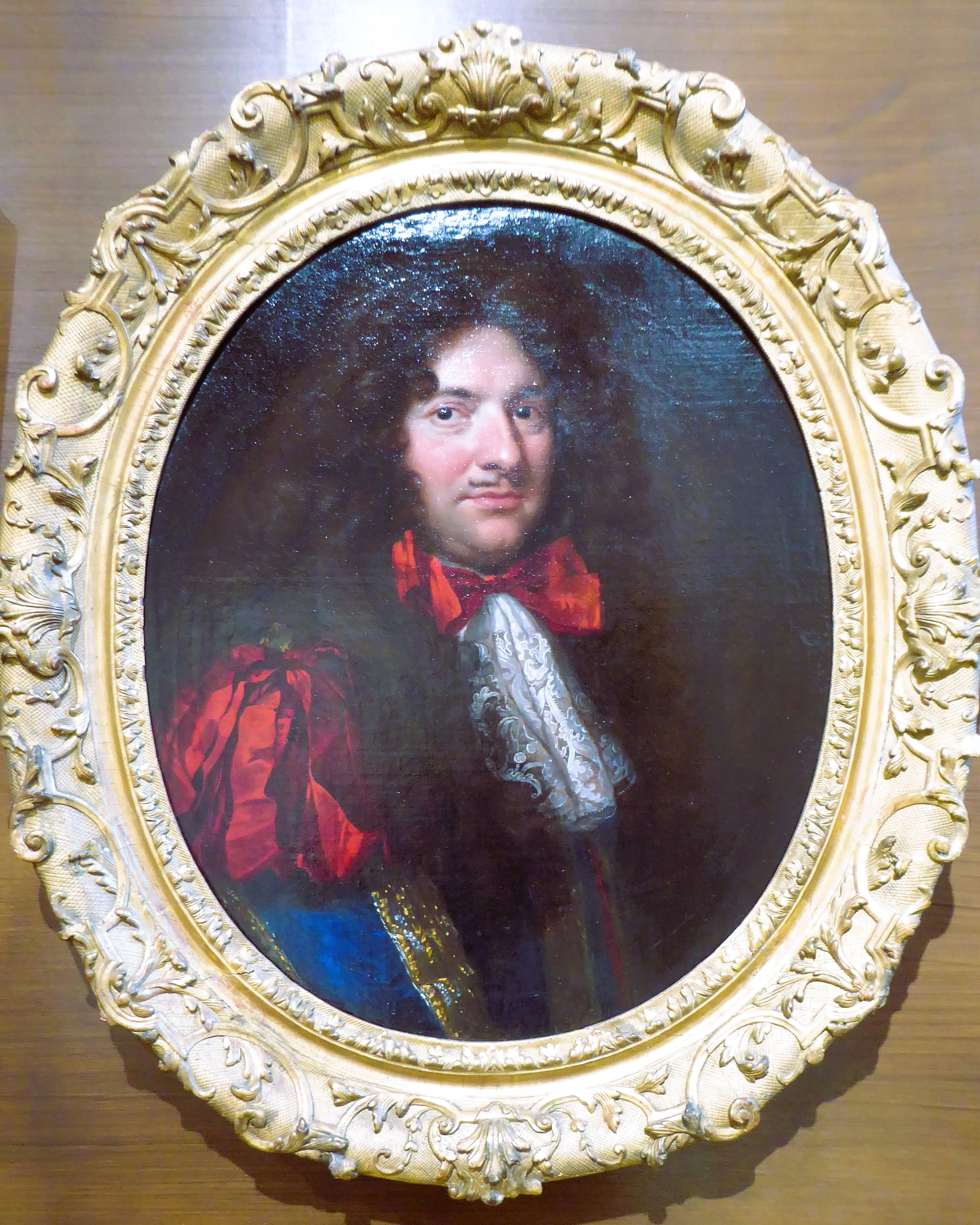
Jean II Casimir Vasa (1670-1672).
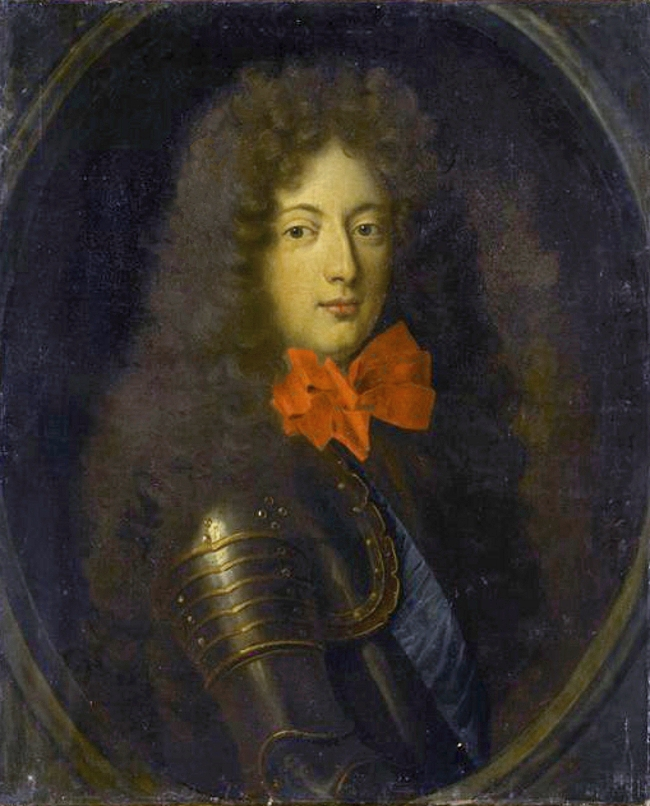
Philippe de Lorraine (1672-1702).
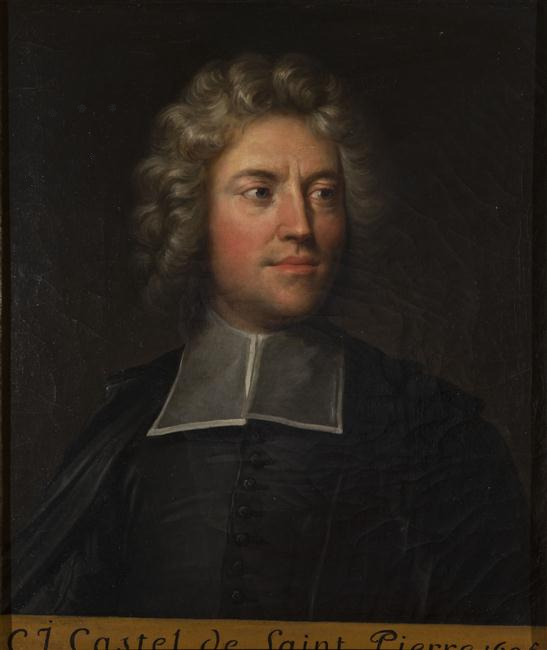
Charles-Irénée Castel de Saint-Pierre (1703-1743).

### Les élèves

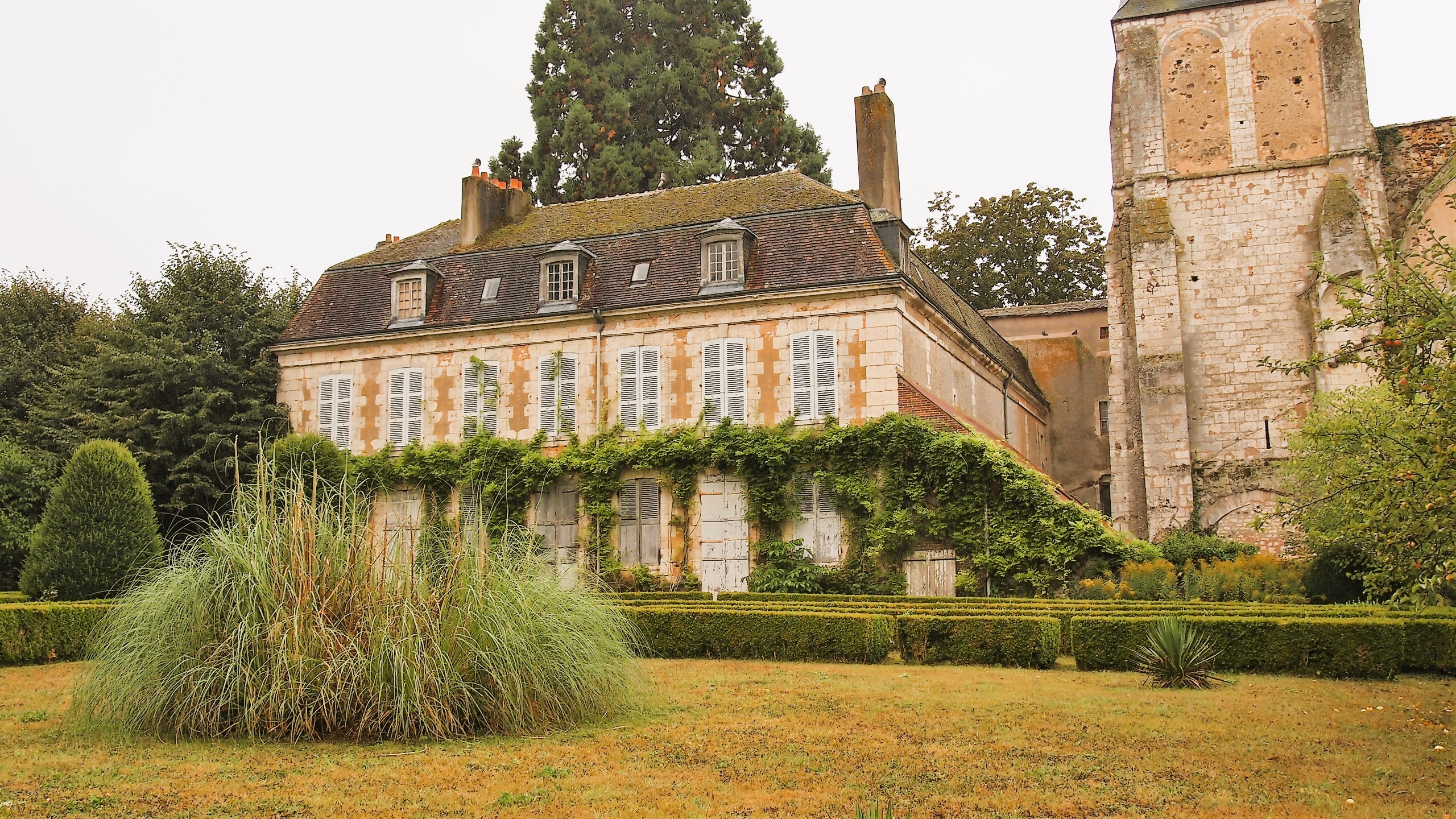
Le collège royal militaire et son jardin, septembre 2013
.

En 1776, le collège de Tiron devient une école royale militaire et l'on y reçoit les élèves ordinaires – internes ou externes – et les élèves du roi. Ces derniers, âgés de 7 à 15 ans, au nombre de 50 à 60, souvent boursiers, portent un uniforme spécial et sont logés à part. Tous les élèves reçoivent cependant le même enseignement, depuis la classe de septième et même la huitième jusqu’à la rhétorique inclusivement. On leur apprend en outre la danse, la musique et le dessin, sans oublier le greffage et la conduite des arbres fruitiers. Seul l'enseignement de l'escrime relève des apprentissages militaires.
Le nombre des élèves dépassa plusieurs centaines, venant de tous les points de la France, même des colonies et de l’étranger. Napoléon Bonaparte obtient, le 31 décembre 1778, une bourse pour le collège de Tiron, son dossier précisant cependant qu'« il ne pourra être reçu que lorsqu'il aura fait des preuves de noblesse », mais son père réussit à le faire envoyer à l’école de Brienne, dont l’accès lui était plus facile et où l’enseignement y était plus scientifique.
Les cours sont professés soit par des moines, soit par des maîtres laïcs.
La pension s’élève à 250 livres, 350 livres si le monastère se charge de l’entretien des vêtements et chaussures, ou 400 livres nettes de tout supplément. L’année scolaire se déroule du 1er octobre au 10 ou 20 août. Les prix consistent en ouvrage  ou en arbres fruitiers. À leur distribution, les élèves jouent de petites pièces, souvent accompagnées de ballets, dont le texte est conservé pour un certain nombre d’entre elles.

#### Élèves notables
- Jean-François Dreux du Radier (1714-1780), homme de lettres et historien.

## État à la Révolution

### Description

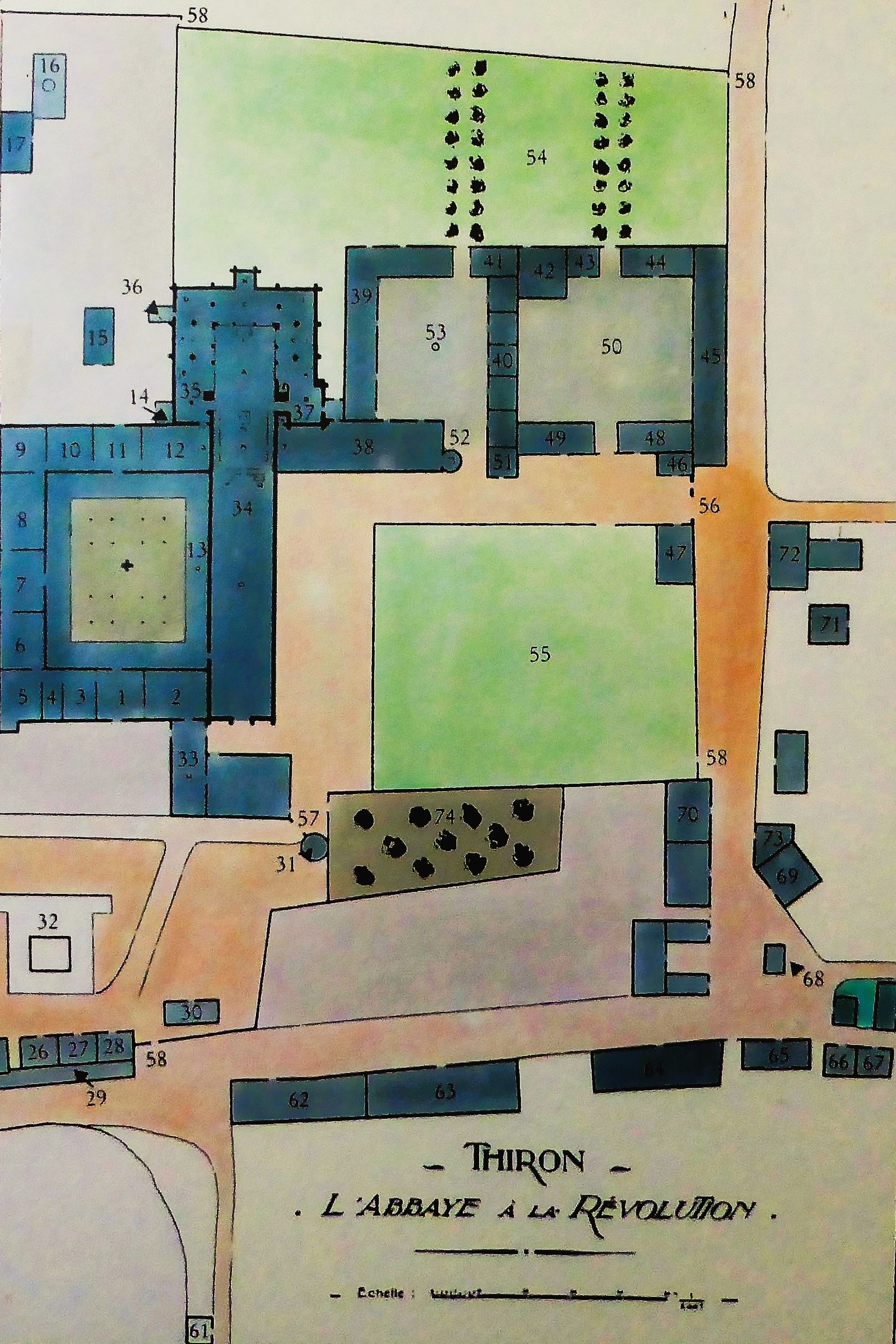
Extrait du plan de l'abbaye de Thiron-Gardais à la Révolution (les numéros entre parenthèses utilisés dans cette description renvoient à ce plan).

Le collège est constitué de deux quadrilatères : l’un adossé à l’église, formant le collège proprement-dit ; l’autre situé entre le premier et la route de Gardais, limitant la basse-cour, souvent appelée depuis la « grande cour ».
La première cour du collège (53), avec un puits au milieu, s’ouvrait au bout du transept sud de l’église (38), aménagé au rez-de-chaussée en cuisine et réfectoires, avec caves en dessous.
Toute cette aile s’est effondrée en 1801, ainsi que la tour (52), qui renfermait un escalier permettant aux élèves venant par un passage couvert de l’étude, située au-dessus des classes (40), de gagner les 1er, 2e et 3e étages, où se trouvaient leurs réfectoires et leurs chambrettes. La demeure du Père Économe (51), qui se trouvait au bout des classes subsiste encore, avec un ange sculpté au-dessus de la porte.
Au niveau des caves, s’ouvrait l’escalier du clocher et de la galerie intérieure du chœur. Un autre, partant du rez-de-chaussée, menait à un passage couvert adossé au clocher, permettant de gagner la galerie extérieure des basses-voûtes et, dans l’épaisseur de la muraille, la galerie extérieure du chœur. On en voit encore les restes.
Au-dessous de l’étude se trouvaient cinq classes (40), dont les portes présentaient des frontons triangulaires peints. La rhétorique (41), située au levant, dépassait un peu l’alignement de cette aile. Chaque classe était éclairée par quatre fenêtres, sauf celle la plus à l’ouest – probablement la classe de sixième – qui n’en avait que deux. Les murs étaient peints à la chaux et ornés d’une large frise à rinceaux, comme on peut le constater. Au-dessus de la rhétorique était l’infirmerie des élèves ; à la suite (42), la salle de danse au rez-de-chaussée et celle d’escrime au premier.
Les deux autres côtés du rectangle étaient occupés par le logement des professeurs civils (39), au rez-de-chaussée ainsi qu’au premier, par les dortoirs et chambrettes des élèves au deuxième. Plusieurs pièces existent encore sans remaniements et on peut y voir les noms que les élèves ont gravés sur les murs avec la pointe de leur couteau.
La basse-cour comprenait, le long de la route de Gardais, des remises avec greniers au premier (45), aménagés aujourd’hui en habitations. En retour d’équerre se trouvaient : à l’est, le logement des domestiques chargés de la basse-cour (44) et à l’ouest le bûcher (48), qui existe encore. Subsistent également : la boulangerie, qui fonctionne toujours, et le cellier (49), contigus à la demeure du Père Économe, ainsi que le logement des tailleurs (43), qui leur faisait vis-à-vis.
Au moment de la Révolution, le cordonnier faisait office de portier de jour et était logé à l’est du portail d’honneur (46), tandis que le perruquier, alors portier de nuit, habitait de l’autre côté (47). Ces deux petits pavillons ont été fortement modifiés. La basse-cour (50) renfermait, dit-on, de nombreuses races de poules, des paons, des pintades, des faisans, des canards et des dindons.
La cour de récréation des élèves (54) s’étendait derrière le collège et la basse-cour, traversée d'ouest en est par deux avenues, l’une d’ormes, l’autre de peupliers. Elle était répartie en petits carrés où chaque élève pouvait cultiver des fleurs, conduire des arbres fruitiers, élever des lapins ou entretenir des oiseaux.
Le jardin du collège (55) s’étendait jusqu’au cimetière des pestiférés et des non-catholiques (74).

### Le développement de Thiron

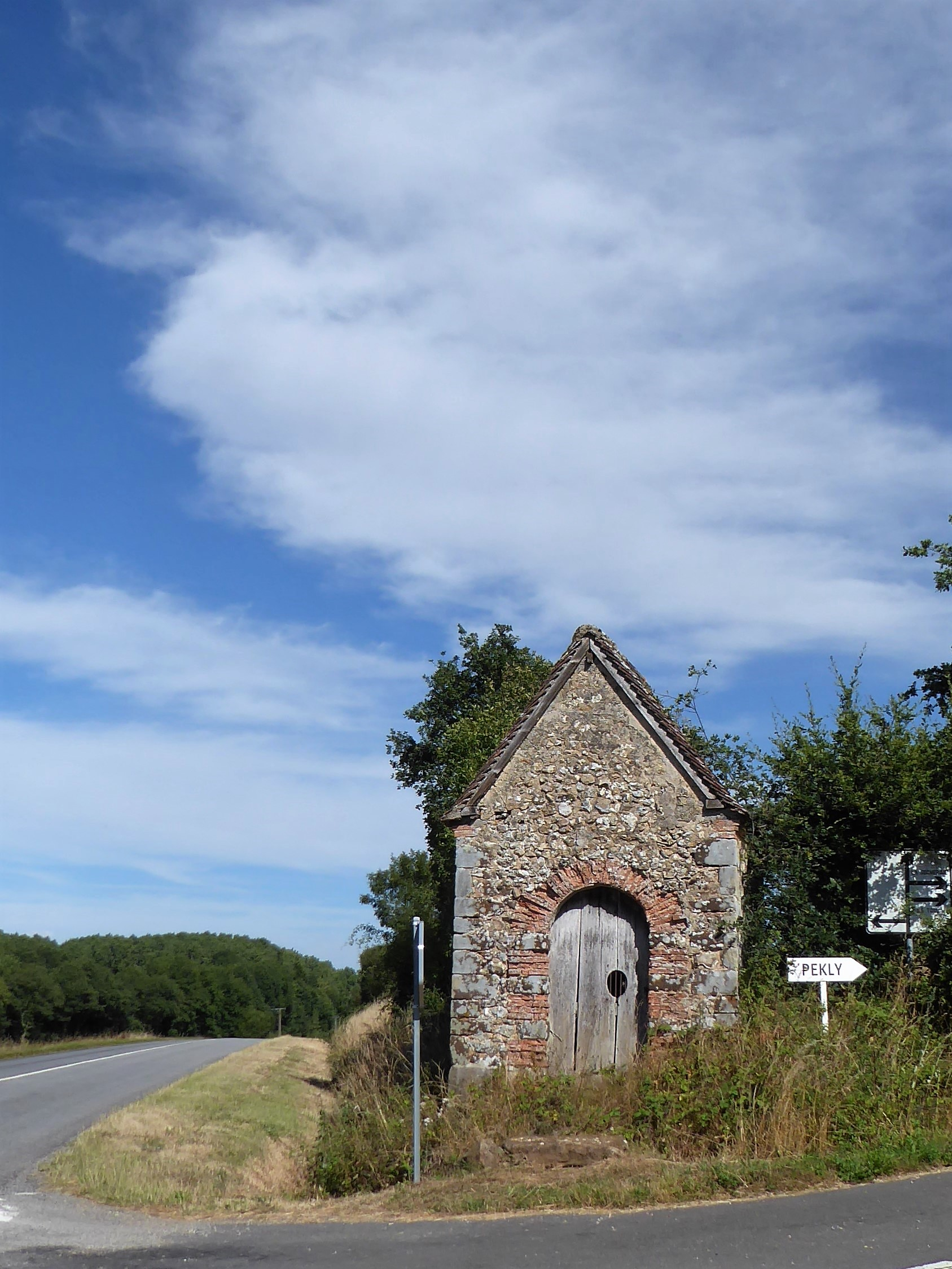
Chapelle de la Croix Saint-Jacques.

La paroisse de Gardais est fondée depuis 544, Thiron n’existant pas encore. Gardais est chef-lieu jusqu'en 1774 et Thiron en dépendait pour le spirituel. Le bourg de Thiron doit son existence à son abbaye et contrairement à ce qui se produit souvent, ce n’est pas le pays qui a donné son nom à la rivière qui le traverse, mais la « Thironne » qui a donné le sien au pays.
À l'occasion des Rogations, le curé de Gardais était autorisé à dire la messe au maître autel de l'église abbatiale. En 1762, l'abbé de Thiron s'y opposa. Le litige est porté devant l'évêque de Chartres, Pierre Augustin Bernardin de Rosset de Rocozels de Fleury : en contrepartie, il donne au curé de Gardais l'autorisation d'édifier une chapelle appelée « Croix St Jacques ».
Le bourg de Tiron ne comprend à la Révolution que quelques maisons, où logent les employés de l’abbaye et du collège, ainsi que de nombreuses auberges pour les parents qui viennent amener ou voir leurs enfants. En 1801, la paroisse de Gardais est supprimée et réunie à Thiron. L'église est abattue peu après. Dans une résidence secondaire on peut retrouver des vestiges de l'escalier du clocher.
Au milieu de la place de Thiron, il existait une halle (68), disparue en 1849, autour de laquelle se tenait un marché le mardi.
Parmi les maisons subsistantes de cette époque autour de la place du Marché actuelle, on peut citer :
- Rue de l'Étang : 
  - La maison de Chédieu, ancien élève du collège et l’un des premiers maires de Thiron-Gardais (62) ;
  - Au n° 1, l'auberge du Cheval-Blanc (63).

- Place du Marché :
  - Au n° 2, l'auberge de l’Écu-de-France ou de la Fleur-de-Lys (64), au n° 6 l'auberge de la Croix-Blanche (65) ;
  - Au n° 18, la maison de Gillot (69), ancien élève ;
  - Les maisons d'Arsène Vincent (66), qui sculpta la reconstitution de l’abbaye exposée au bas de l’église, de Debray (67), dont la femme personnifia la Déesse de la Raison dans le chœur de l’église le 5 décembre 1793 et de Chevallier (70), où le général Desclozeaux fut retrouvé mort le 9 novembre 1797[réf. nécessaire].

- Rue du Commerce :
  - Au n° 2, l'auberge du Soleil-d’Or (73) ;
  - Au n° 10, en retrait, la maison de Durand (71), jardinier de l’abbaye, qui sauva la Vierge de la Chapelle de congrégation des élèves du collège ;
  - La maison des demoiselles Filastre (72), où dom Leguay s’était retiré et où il exerça par intérim le ministère paroissial, tout en remplissant les fonctions d’adjoint de 1815 à 1821.

## Propriétaires après la Révolution
L'église est fermée en 1792, le collège en 1793.
- Le 9 messidor an IV (27 juin 1796)[6], le site est racheté par Étienne Taullé, ancien élève et professeur du collège, qui en fait une carrière de pierres de construction pour le village, provoquant l'effondrement du chœur[7] ;
- Le 13 juillet 1797, Jacques Ollivier Desclozeaux, général de brigade, rachète le collège;
- Le 16 avril 1803, Jean-Charles Bisson, procureur fiscal des moines devenu notaire à Thiron, le rachète pour son beau-frère Jacques-André Gallot. La famille Gallot le conserve jusqu'en 1906.
- En 1906, au décès de Marie-Aurélie Guillaumin, veuve de, Théophile Arsène Gallot, il passe par héritage à la famille Guillaumin.
- En 2005, le conseil départemental d'Eure-et-Loir rachète le collège à Marie-Amélie Lombaerde, fille du botaniste André Guillaumin ;
- En 2012, le collège est acquis par Stéphane Bern, qui l'ouvre au public en 2016 après une restauration complète du site par l'architecte du patrimoine Guillaume Trouvé.

## Le musée

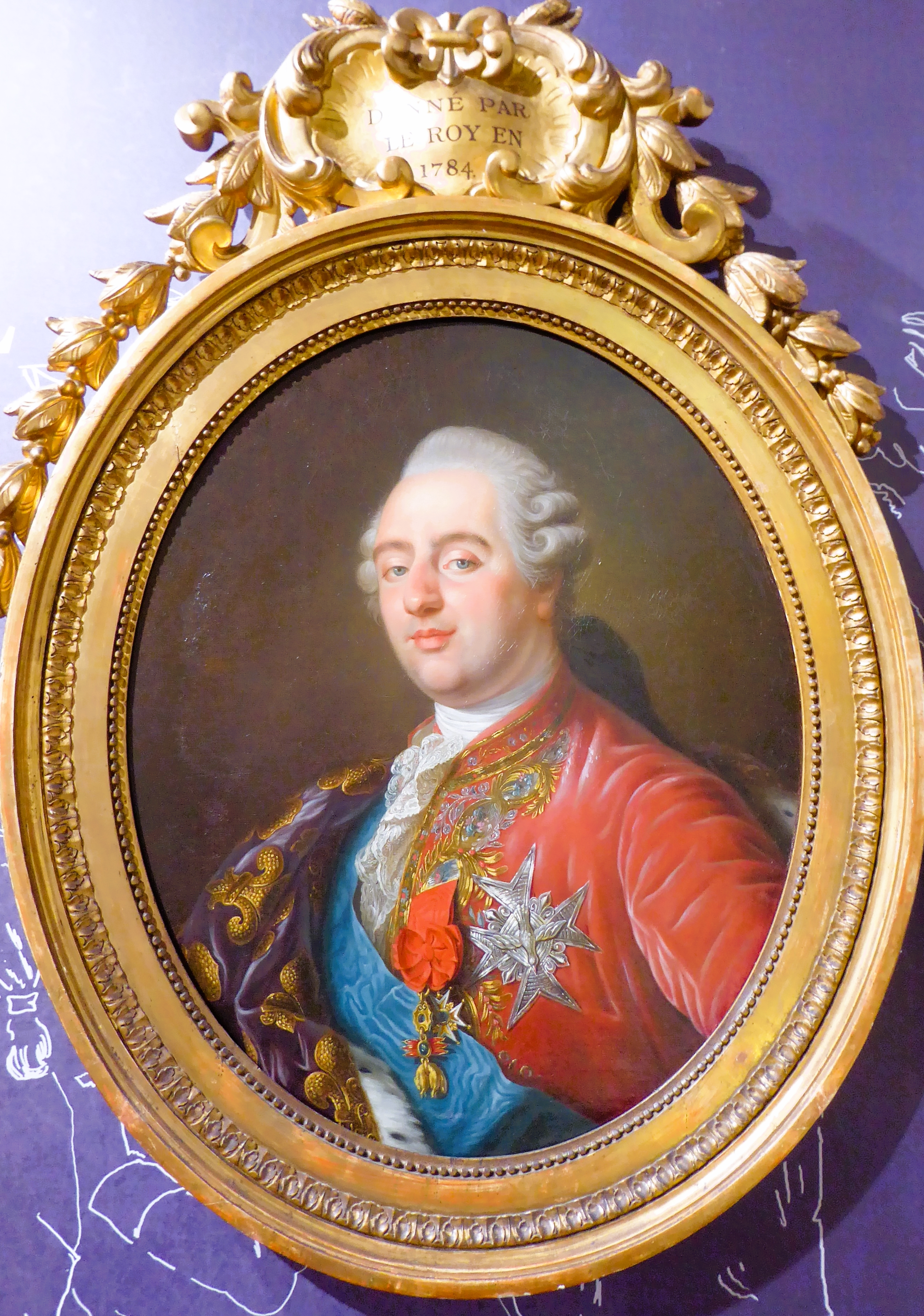
Portait de Louis XVI.

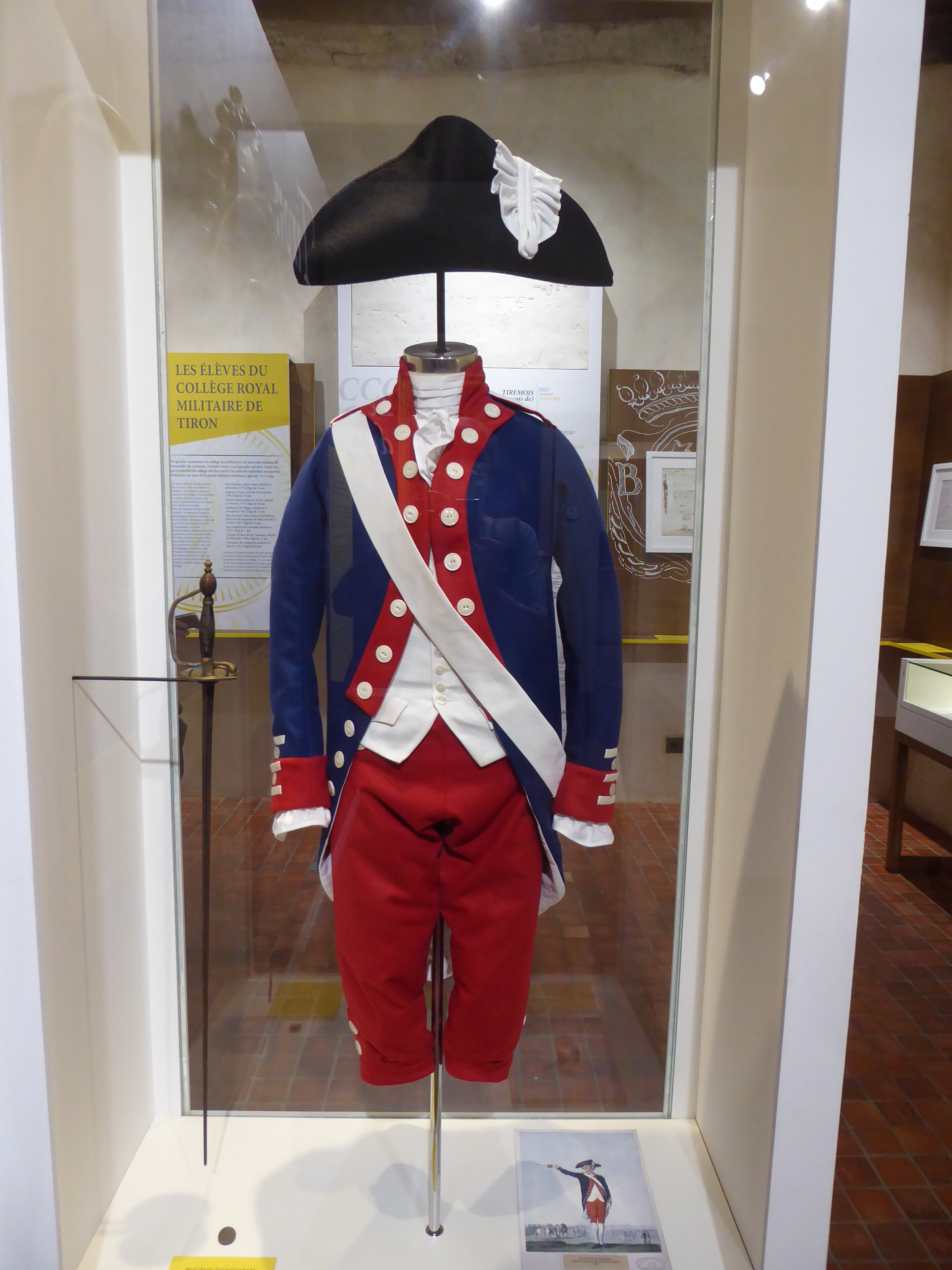
L'uniforme des élèves du roi.

Le musée est situé dans l'ancien bâtiment des classes et de l'étude (40).
Il abrite une maquette détaillée de l'abbaye et du collège au XVIIe siècle. De nombreux panonceaux informatifs détaillent également l'histoire du collège dans toutes ses dimensions. De même, des reconstitutions retraçant la vie quotidienne des élèves sont présentées : uniforme des élèves du roi, salle de classe...

### Peintures
Plusieurs huiles sur toile sont exposées : 
- Portrait d'Henri de Bourbon-Verneuil de Pierre Mignard (1612-1695), huile sur toile, rentoilée, provenance : château de Sully-sur-Loire (voir ci-dessus) ;
- Portait de Jean-Casimir II Vasa, huile sur toile, école polonaise, XVIIIe siècle, ovale (voir ci-dessus) ;
- Portrait de Louis XVI, atelier d'Antoine-François Callet (1741-1823), huile sur toile, ovale (voir ci-contre) ;
- Portrait du comte de Saint-Germain, M. Bourgeois, école française du XVIIIe siècle, ovale (voir ci-dessus) ;
- Jean Alexis de Prat se perdant avec son fils dans les bois de Thiron, ex-voto, huile sur toile, anonyme.

### Le jardin
Le jardin a été restauré par Louis Benech. Parmi les arbres remarquables figurent notamment :
- Le sequoia géant dans la cour du collège, classé en 2019 arbre remarquable de France[8] : hauteur 32 m, circonférence 7,10 m, âge approximatif 230 ans ;
- Un ginkgo biloba.

Un salon de thé, situé dans l'orangerie et ouvert en terrasse sur le jardin, est à la disposition des visiteurs.

Jardin du collège
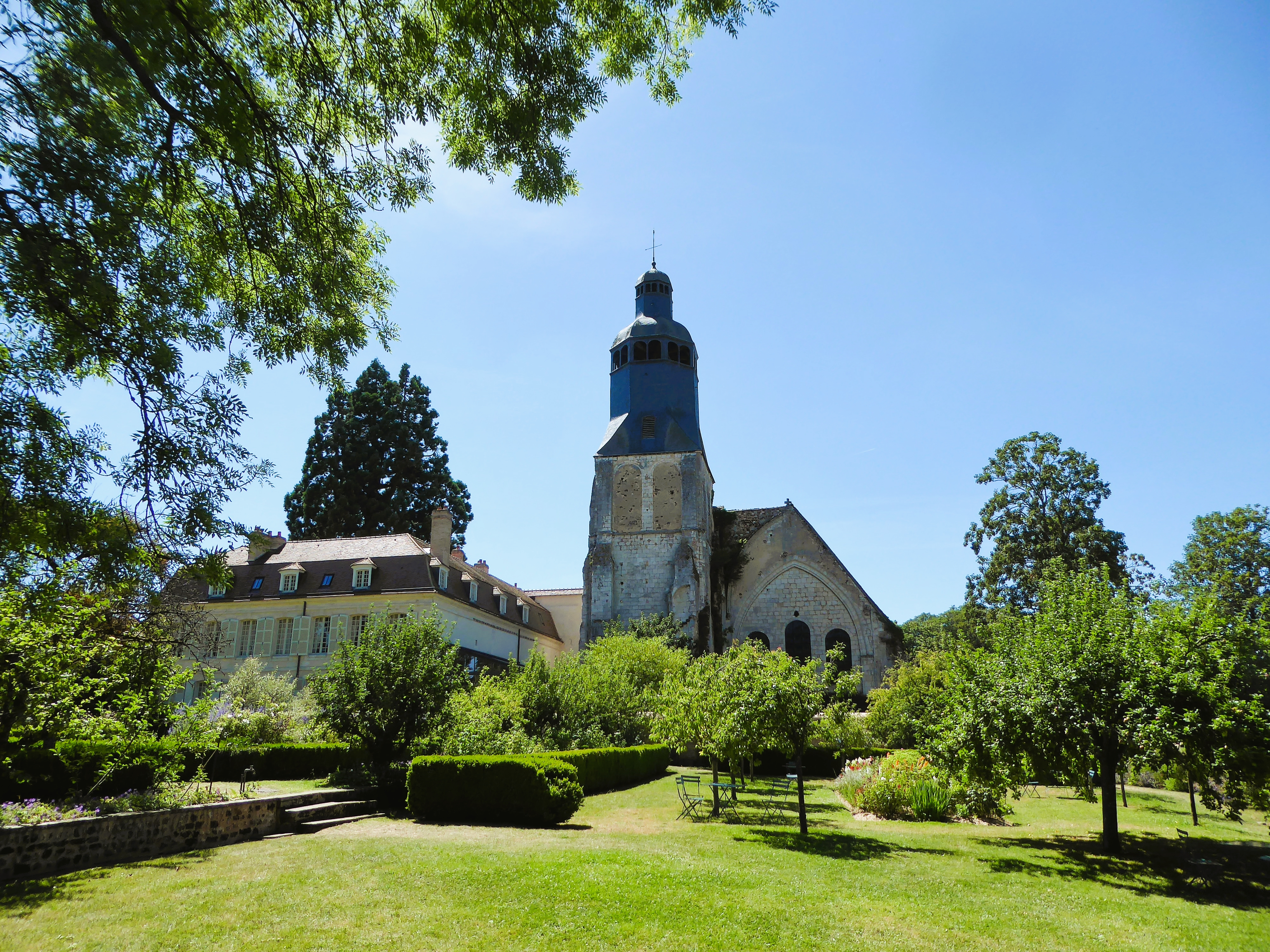
Vue générale.
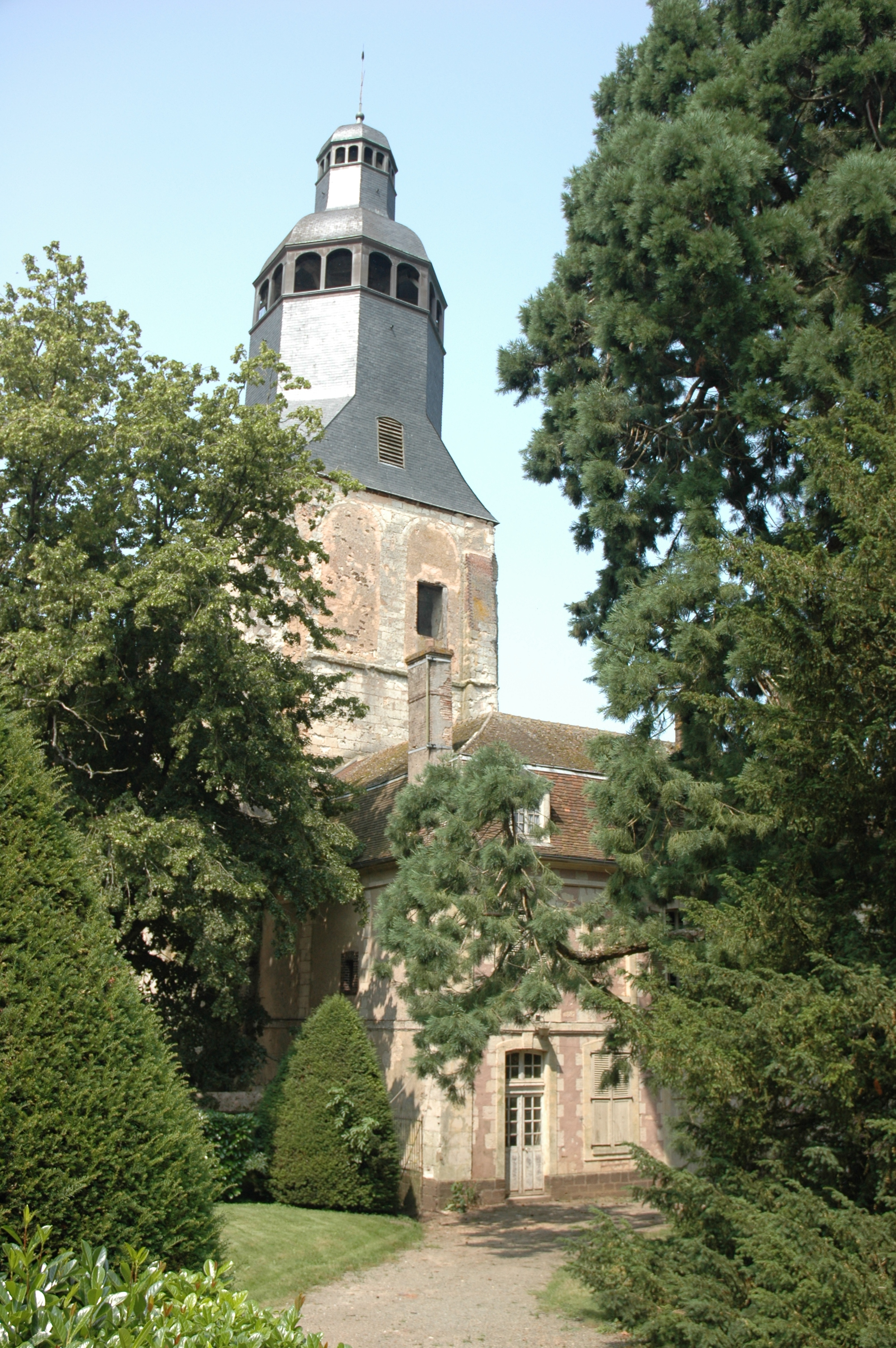
Le sequoia.
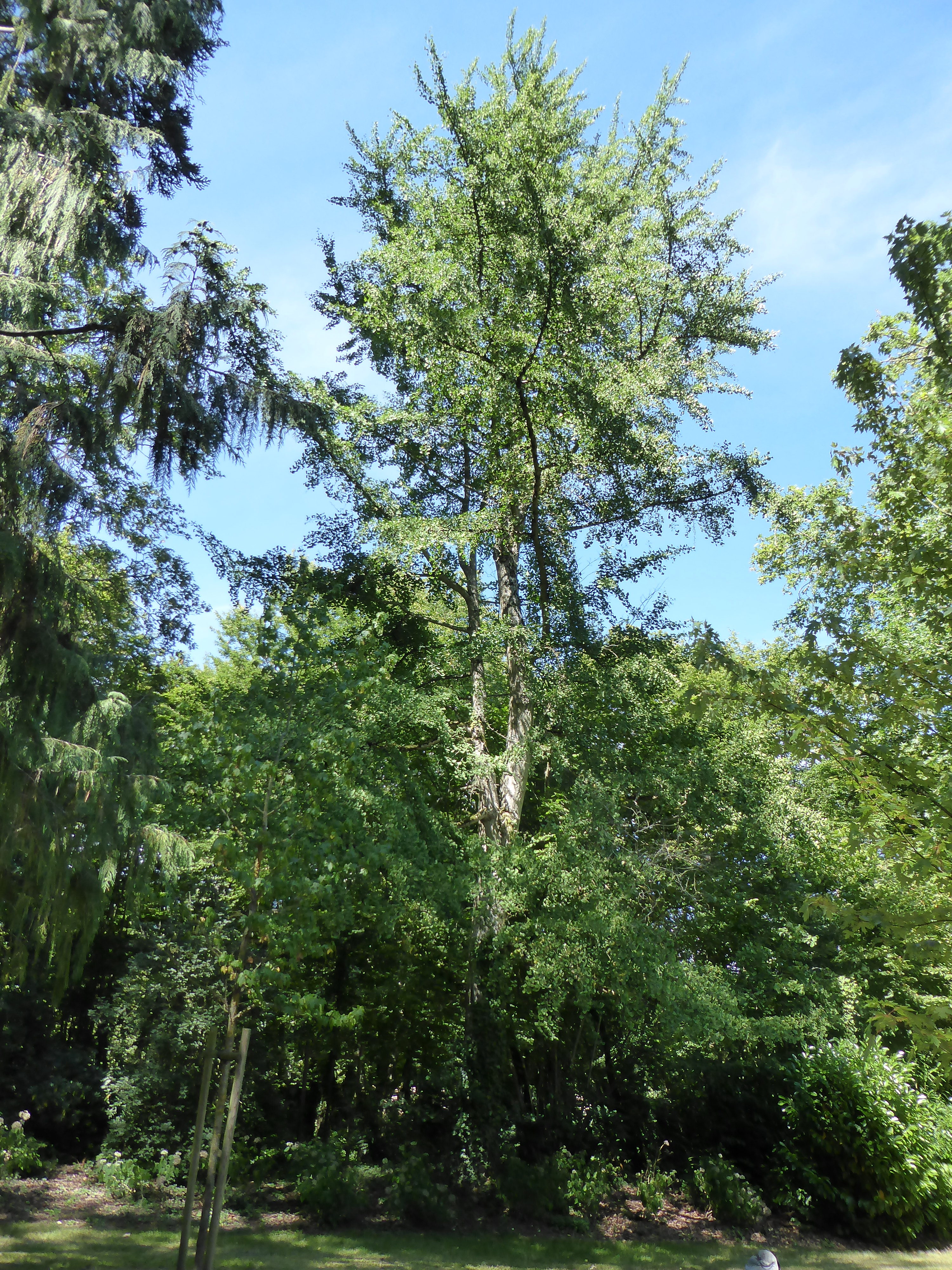
Le ginkgo biloba.
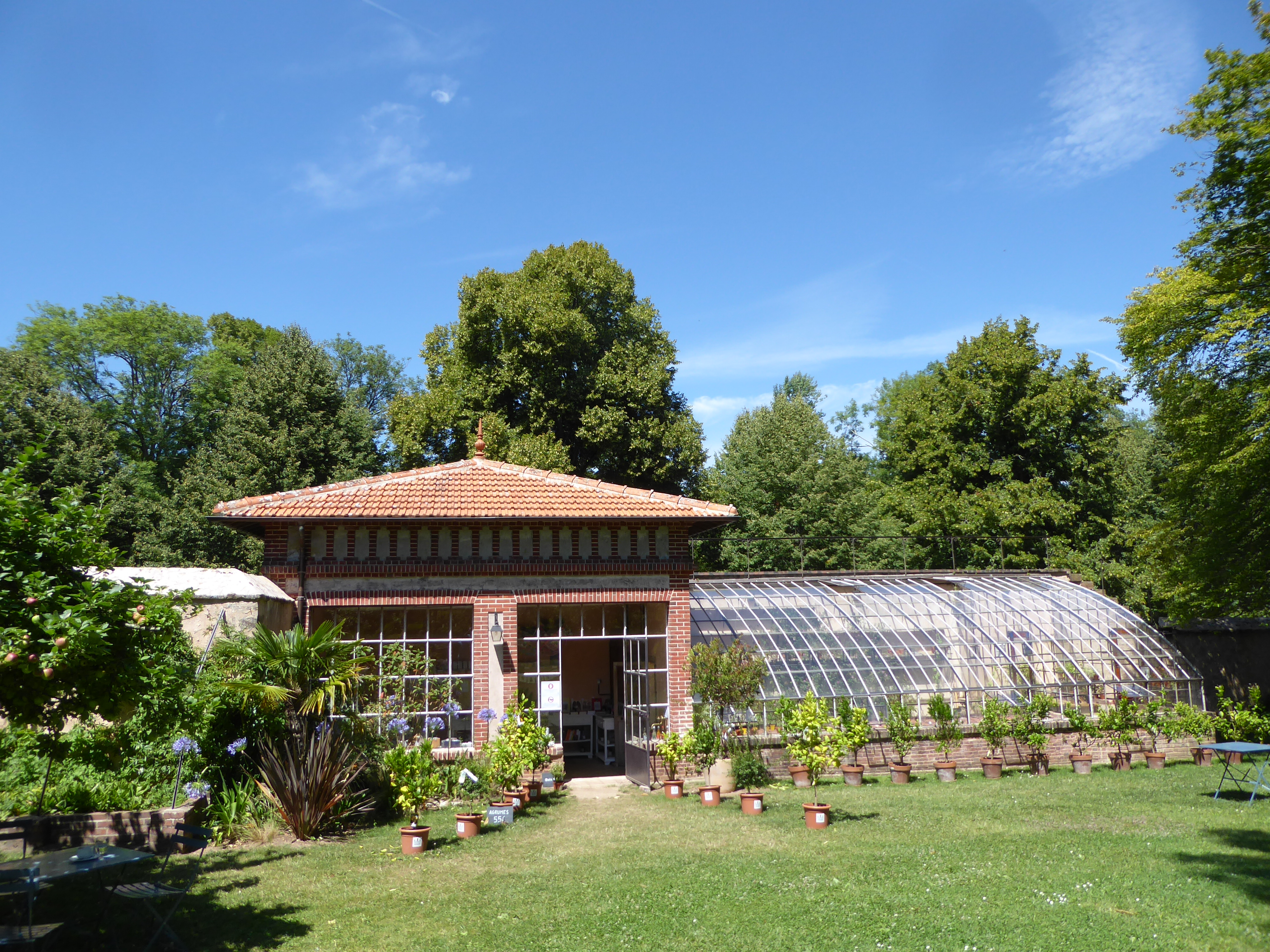
L'orangerie.
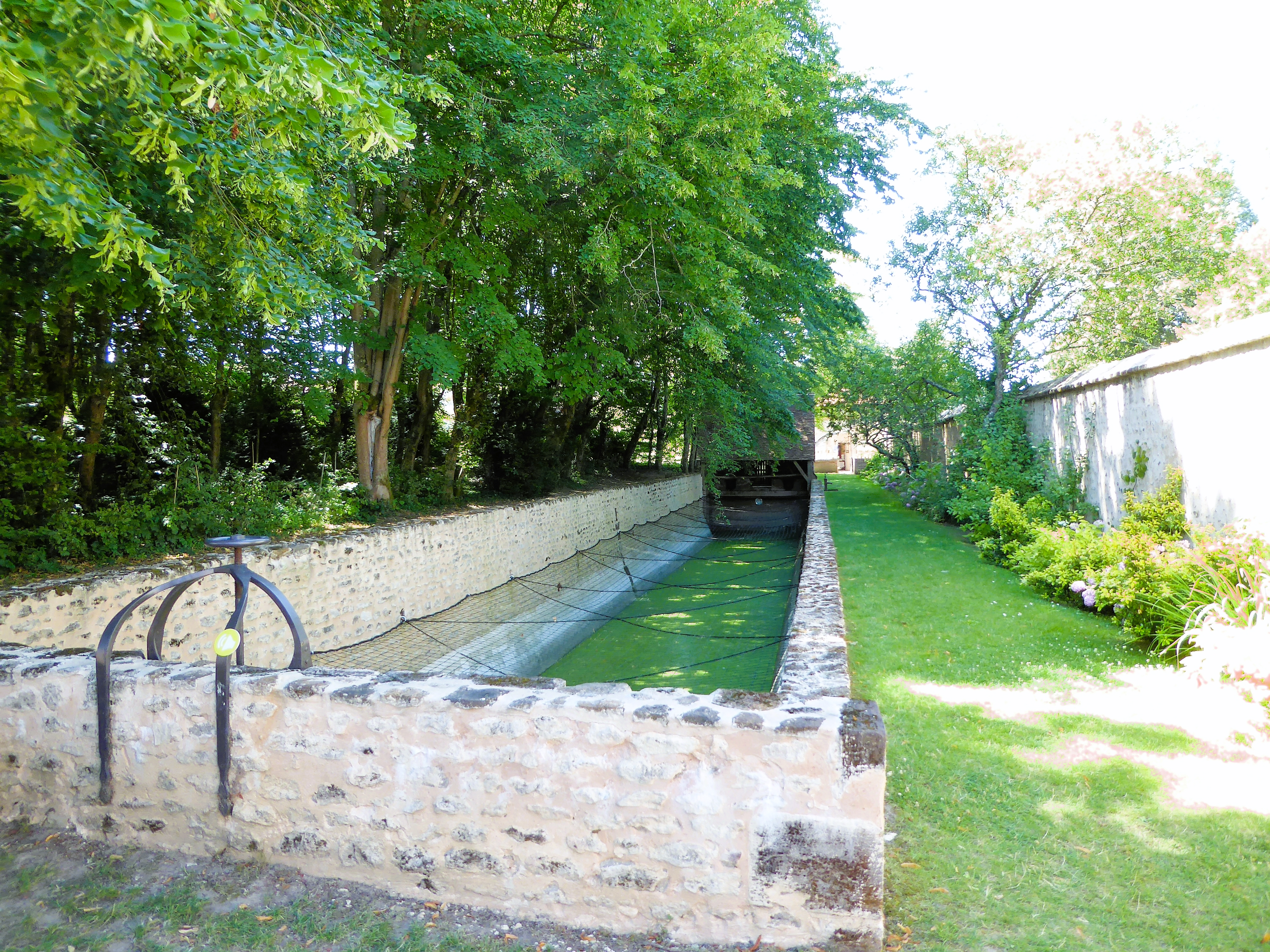
Le vivier-lavoir.